# Rohrach (Altmühl)
Die Rohrach ist ein etwa 12 km langer Bach im mittelfränkischen Landkreis Weißenburg-Gunzenhausen in Bayern, der gegenüber dem Treuchtlinger Gemeindeteil Bubenheim von rechts in die Altmühl mündet.
Vor allem sein Oberlauf wird auch Östliche Rohrach genannt, zur Unterscheidung von der nahegelegenen Westlichen Rohrach, einem Zufluss der Wörnitz.

## Etymologie
Die Rohrach wurde 1282 als Rorach ersturkundlich erwähnt. 1801 ist erstmals die Schreibweise Rohrach nachweisbar. Der Flussname kommt vom alt-/mittelhochdeutschen rōr und bedeutet so viel wie Schilfrohr oder Schilfdickicht.

## Geographie

### Verlauf
Die Rohrach entspringt ca. 900 m östlich des Heidenheimer Gemeindeteiles Degersheim auf einer Höhe von etwa 557 m ü. NHN. Sie fließt im nach ihr benannten Rohrachtal begleitet von der Staatsstraße 2218 in Richtung Südosten durch die Ortschaft Rohrach und an der Einöde Fuchsmühle vorbei. Unmittelbar danach tritt sie auf das Gebiet der Stadt Treuchtlingen über und durchläuft Windischhausen. Wenig unterhalb davon verlässt die Staatsstraße das Tal; dieses wendet sich in einer Linkskurve auf Nordostlauf. Die Rohrach passiert in dieser Richtung die Dornmühle und durchquert danach Wettelsheim in der Talöffnung zur Altmühl. Dort mündet von links der einzige größere Zufluss Erlach. Nach dem Dorf fließt die Rohrach in geteiltem Lauf kurz nacheinander an der Ziegelmühle und der Zollmühle vorbei und mündet schließlich gegenüber dem Treuchtlinger Ortsteil Bubenheim von rechts in die Altmühl.

### Einzugsgebiet
Das Einzugsgebiet der Rohrach ist etwa 29,6 km² groß, der größte Teil der Fläche liegt, naturräumlich gesehen, in der verkarsteten Südlichen Frankenalb, deren Unterräume Hahnenkammalb und Obere Altmühlalb sie nacheinander durchläuft. In der schon etwas vor dem Zulauf der Erlach in Wettelsheim einsetzenden Talweitung zur Altmühl hin durchfließt sie kurz aufeinander die Unterräume Hahnenkamm-Vorberge und Altmühltrichter des Vorlandes der Südlichen Frankenalbs.
Der höchste Punkt liegt an der Nordwestspitze im Hahnenkamm etwas östlich von Heidenheim auf dem 656 m ü. NHN hohen Dürrenberg. Von dort an grenzen entlang der nordöstlichen und nördlichen Wasserscheide bis hinab zur Mündung an ihres die Einzugsgebiete kleinerer rechter Altmühlzuflüsse vom Meinheimer Mühlbach an abwärts. Von dieser ab verläuft die kurze östliche Grenze nahe an der Altmühl selbst, während das Gebiet hinter der südlichen und südwestlichen Einzugsgebietsgrenze über den Möhrenbach wenig abwärts zur Altmühl entwässert. An das wiederum kurze Stück westlicher Grenze bis zurück auf den Dürrenberg grenzt das Einzugsgebiet der etwas größeren Namensschwester „Westliche“ Rohrach, welche zur Wörnitz läuft.

### Zuflüsse und Trockentäler
Liste der Zuflüsse und zulaufenden Trockentäler von der Quelle zur Mündung. Mit Gewässerlänge, Einzugsgebiet und Höhe. Andere Quellen für die Angaben sind vermerkt. Auswahl.
Ursprung der Rohrach auf etwa 558 m ü. NHN ca. 0,7 km östlich von Heidenheim-Degersheim und etwa ebensoweit flussaufwärts des Heidenheimer Taldorfes Rohrach. Die Rohrach fließt von der Quelle an lange südöstlich. Ihre Talmulde lässt sich bergwärts nach Nordwesten noch weitere 2 km weit verfolgen.
- (Zufluss aus dem Muldengewann Gründler), von rechts und Westen auf etwa 556 m ü. NHN wenige Meter nach der Quelle, ca. 0,7 km und ca. 1,0 km². Entfließt auf etwa 579 m ü. NHN einem Teich am Südrand von Degersheim.
- (Trockental Ringgaßgraben), von rechts und Westen auf etwa 532 m ü. NHN nach der Kläranlage nach Rohrach, das Walduntertal ist ca. 0,6 km lang, Einzugsgebiet ca. 0,9 km².
- (Trockental Tiefental), von rechts und Südwesten auf 504 m ü. NHN[BA 5] nach der Fuchsmühle, das Waldtal ist ca. 1,8 km lang, Einzugsgebiet ca. 2,0 km². Talbeginn am Nordrand von Treuchtlingen-Auernheim. Schon in der Rohrachaue läuft ein kurzer, von einer Wegentwässerung gespeister Graben auf der Talachse zur Rohrach, davor ist auf Luftbildern ein kurzer Abschnitt mit trockenem Bett neben einem anderen Wirtschaftsweg zu erkennen.
- (Zufluss aus dem Gassental), von links und Nordosten auf etwa 498 m ü. NHN zwischen der Fuchsmühle und Treuchtlingen-Windischhausen, ca. 0,5 km und ca. 0,7 km². Entsteht auf etwa 529 m ü. NHN in seinem Mitteltal, der Unterlauf folgt der Talstraße rohrbachaufwärts und dann einem Wirtschaftsweg.
- (Trockental Troatal), von links und Norden auf etwa 467 m ü. NHN gegenüber der Untermühle nach Windischhausen, Tallänge ca. 1,4 km, Einzugsgebiet ca. 1,1 km². Schon in der Rohrbachaue läuft in Talrichtung ein nur kurzer Weggraben.
Zwischen diesem Zulauf und dem folgenden fließt die Rohrach erst etwa östlich, danach nordnordöstlich bis zum letzten Zufluss.
- Erlach, von links und Westnordwesten auf etwa 424 m ü. NHN am südwestlichen Ortsrand von Treuchtlingen-Wettelsheim, ca. 2,6 km und ca. 6,8 km². Entsteht auf etwa 524 m ü. NHN im rechten Talwaldhang gegenüber Treuchtlingen-Falbenthal neben der WUG 5 aus Windischhausen.
Die Rohrach fließt hiernach in offenem Trog erst ostwärts, dann ab nahe der Kirche nordwärts durch Wettelsheim.

Mündung der Rohrach von rechts und ungefähr Süden auf etwa 410 m ü. NHN nach Passieren der Zollmühle und unterhalb der Flussbrücke der WUG 5 in die Altmühl. Die Rohrach ist 12,0 km lang und hat ein 29,6 km² großes Einzugsgebiet.

## Natur
Die Rohrach ist recht naturnah geblieben. Beidseits des stark mäandrierenden Baches wachsen typische Uferpflanzen. Die Mäander bei Wettelsheim wurden vom Landratsamt Weißenburg-Gunzenhausen als „Geschützter Bereich“ nach § 12 Bayr. Naturschutzgesetz ausgewiesen. Die Feuchtgebiete dienen als Ausgleichsflächen für die Erhaltung der Artenvielfalt in Flora und Fauna, hier leben standorttypische Amphibien, Vögel und Insekten. Eine wichtige Rolle kommt ihnen auch für den Wasserhaushalt und die Wasserqualität zu. Der Bewuchs ist durch Hochstauden wie Kohldistel, Baldrian, Mädesüß oder Blutweiderich gekennzeichnet. Direkt an die Ufer grenzen Röhrichtbestände und Auwaldreste. Diese puffern Nährstoffe, die ohne sie aus dem Boden ins Gewässer ausgewaschen würden. Der Bewuchs der Feuchtgebiete ist auch ein natürlicher Hochwasserschutz, er unterstützt die Grundwasserneubildung und fördert die Fähigkeit des Gewässers zur biologischen Selbstreinigung.
Um die Eutrophierung der Rohrach und in der Folge der Altmühl zu vermindern, also den zu hohen Nährstoffeintrag in sie, strebt das Wasserwirtschaftsamt Ansbach eine Sanierung der Kläranlagen an.

## Tourismus
Durchs gesamte Rohrachtal führt der Wanderweg Frankenweg.

### BayernAtlas („BA“)
Amtliche Online-Gewässerkarte mit passendem Ausschnitt und den hier benutzten Layern: Lauf und Einzugsgebiet der Rohrach

Allgemeiner Einstieg ohne Voreinstellungen und Layer: BayernAtlas der Bayerischen Staatsregierung (Hinweise)
1. 1 2 3  Höhe abgefragt auf dem Hintergrundlayer Amtliche Karte (Rechtsklick).
2. ↑  Höhe nach schwarzer Beschriftung auf dem Hintergrundlayer Amtliche Karte.
3. ↑  Länge abgemessen auf dem Hintergrundlayer Amtliche Karte.
4. ↑  Einzugsgebiet abgemessen auf dem Hintergrundlayer Amtliche Karte.
5. ↑  Höhe nach blauer Beschriftung auf dem Hintergrundlayer Amtliche Karte.

### Gewässerverzeichnis Bayern („GV“)
1. ↑  Länge nach: Verzeichnis der Bach- und Flussgebiete in Bayern – Flussgebiet Lech bis Naab, Seite 106 des Bayerischen Landesamtes für Umwelt, Stand 2016 (PDF; 2,9 MB) (Seitenzahl kann sich ändern)
2. ↑  Einzugsgebiet nach: Verzeichnis der Bach- und Flussgebiete in Bayern – Flussgebiet Lech bis Naab, Seite 106 des Bayerischen Landesamtes für Umwelt, Stand 2016 (PDF; 2,9 MB) (Seitenzahl kann sich ändern)

### Sonstige
1. ↑  Albrecht Greule: Deutsches Gewässernamenbuch. Walter de Gruyter, Berlin / Boston 2014, ISBN 978-3-11-057891-1, S. 446, „Rohr-/-en-“ (Auszug in der Google-Buchsuche).
2. ↑  Franz Tichy: Geographische Landesaufnahme: Die naturräumlichen Einheiten auf Blatt 163 Nürnberg. Bundesanstalt für Landeskunde, Bad Godesberg 1973. → Online-Karte (PDF; 4,0 MB)
3. ↑  Ralph Jätzold: Geographische Landesaufnahme: Die naturräumlichen Einheiten auf Blatt 172 Nördlingen. Bundesanstalt für Landeskunde, Bad Godesberg 1962. → Online-Karte (PDF; 3,9 MB)
4. ↑  Wasserwirtschaftsamt Ansbach
5. ↑  Info zur Bedeutung als Schutzgebiet (Memento vom 13. Januar 2021 im Internet Archive)